# Forpus xanthopterygius
Il pappagallino aliblu (Forpus xanthopterygius Taczanowski, 1883) è un uccello della famiglia degli Psittacidi. Del tutto simile, anche nelle abitudini, al pappagallino groppaverde, si caratterizza per la colorazione blu intensa di ali e groppone; ha taglia attorno ai 12 cm ed è classificato in sei sottospecie molto simili (F. x. xanthopterygius, F. x. flavissimus, F. x. olallae, F. x. crassirostris, F. x. spengeli, F. x. flavescens). Vive in un vasto areale che comprende Colombia nord-occidentale, Perù centrale e nord-occidentale, bacino del Rio delle Amazzoni, Brasile nord-orientale, Argentina nord-orientale, Paraguay e Bolivia.